# メロディック・ハード・キュア
『メロディック・ハード・キュア』は、メロキュアのオリジナルアルバム。2004年3月17日にコロムビアミュージックエンタテインメントから発売された。

## 概要
2002年から2003年にかけてリリースされた3枚のシングルのタイトル曲、カップリング曲を含む8曲の既発曲に、新録の8曲を加えた合計16曲で構成されている。本作のタイトルであり、メロキュアのユニット名の由来にもなっている「メロディック・ハード・キュア」は、メロコア（=メロディック・ハードコア）をもじった造語であり、「メロディアスな荒療治」を意味すると述べられている。
16曲目の「Agape （水の惑星Ver.）」は、ボーナストラックとして収録されている。これは「Agape」のメインボーカルを岡崎律子が担当している別アレンジ版である。なお、本作の7曲目に収録されているオリジナル版「Agape」は、メインボーカルは日向めぐみが担当している。本作のキャッチコピーは「キミの生活の一部になりたい。」である。

## 収録曲
1. Pop Step Jump! [5:00]
作詞・作曲：岡崎律子、編曲：西脇辰弥
2. 1st Priority [4:10]
作詞・作曲：日向めぐみ、編曲：関淳二郎
  - テレビアニメ「ストラトス・フォー」オープニングテーマ
3. めぐり逢い [3:18]
作詞・作曲：岡崎律子、編曲：西脇辰弥
  - テレビアニメ「円盤皇女ワるきゅーレ 十二月の夜想曲」オープニングテーマ
4. 「虹を見た」 [4:25]
作詞・作曲：日向めぐみ、編曲：飯田高広
日向曰く「レコーディングでは寝転がって歌った。」という[1]。
5. 木枯らしの舗道を 花の咲く春を [5:28]
作詞・作曲：岡崎律子、編曲：大野宏明
6. 向日葵 [4:19]
作詞・作曲：日向めぐみ、編曲：関淳二郎
  - テレビアニメ「ストラトス・フォー」エンディングテーマ
7. Agape [4:42]
  - テレビアニメ「円盤皇女ワるきゅーレ」挿入歌

作詞・作曲：岡崎律子、編曲：西脇辰弥
8. birthday girl [4:09]
作詞・作曲：日向めぐみ、編曲：パパダイスケ
9. 愛しいかけら [3:36]
作詞・作曲：岡崎律子、編曲：西脇辰弥
  - テレビアニメ「円盤皇女ワるきゅーレ」オープニングテーマ
10. Sunday Sundae [2:08]
作詞・作曲：岡崎律子、編曲：吉川慶
  - ミュージックバード「週刊メディア通信」内「メロキュアの沈黙のradio」テーマソング
11. ふたりのせかい [3:28]
作詞・作曲：日向めぐみ、編曲：髙見優
12. ALL IN ALL [4:42]
作詞・作曲：岡崎律子、編曲：西脇辰弥
  - テレビアニメ「円盤皇女ワるきゅーレ 十二月の夜想曲」劇中歌
13. rainbow kind of feeling [4:34]
作詞・作曲：日向めぐみ、編曲：関淳二郎
  - OVA「ストラトス・フォー CODE:X-1/CODE:X-2」エンディングテーマ
14. So far, so near [5:00]
作詞・作曲：岡崎律子、編曲：西脇辰弥
  - テレビアニメ「ストラトス・フォー」劇中歌
15. しあわせ [5:01]
作詞：日向めぐみ、作曲：岡崎律子、編曲：パパダイスケ
16. Agape （水の惑星Ver.） [4:28]
作詞・作曲：岡崎律子、編曲：西脇辰弥
  - OVA「円盤皇女ワるきゅーレ SPECIAL」劇中歌